# Pomnik poległych żołnierzy polskich w Żółtkach
Pomnik poległych żołnierzy polskich w Żółtkach – pomnik w Żółtkach powstały poprzez przebudowę wcześniejszego, rosyjskiego monumentu. 
11 maja 1831 w okolicach Żółtek, w czasie powstania listopadowego, wojska polskie stoczyły potyczkę z korpusem gwardii pod dowództwem gen. Bistroma. Po stronie rosyjskiej jedną z walczących jednostek był pułk siemionowski, który w latach 1853–1856 stacjonował w tym samym miejscu, mając za zadanie ochraniać granicę prusko-rosyjską. Pułk opiekował się miejscem, gdzie w zbiorowym grobie pochowano Rosjan poległych w czasie potyczki, zaś w 1855 jego oficerowie postanowili wznieść na mogile pomnik. 
Monument miał formę krzyża pamiątkowego o szerokiej żeliwnej podstawie. Na jej przedniej ścianie znajdowała się tablica z napisem Lejbgwardii Semenowskiego Pułku porucznik Karl Karłowicz Kridner i polegli z nim żołnierze niższych stopni. Zabity w potyczce pod Żółtkami i pochowany w tym miejscu 11-ego maja 1831 roku. Na tylnej części pomnika znalazła się druga tablica z informacją o jego fundatorach i twórcach. 
Po odzyskaniu niepodległości przez Polskę, w latach 20. XX wieku wznoszący się na pomniku krzyż został usunięty i zastąpiony kapliczką maryjną. Dolna część podstawy pomnika została obudowana betonem; na zachowanej części obelisku nadal widoczny jest jednak napis rosyjski wskazujący autorów pomnika. Obecnie upamiętnia on polskich żołnierzy poległych w okresie walki o granice Polski w pierwszych latach II Rzeczypospolitej oraz w czasie kampanii wrześniowej.